# Dan Hugo
Dan Hugo (Worcester, 1 de julio de 1985) es un deportista sudafricano que compitió en triatlón. Ganó una medalla de plata en el Campeonato Mundial de Xterra Triatlón de 2011.

## Palmarés internacional
| Campeonato Mundial | Campeonato Mundial    | Campeonato Mundial | Campeonato Mundial |
| Año                | Lugar                 | Medalla            | Prueba             |
| ------------------ | --------------------- | ------------------ | ------------------ |
| 2011               | Maui (Estados Unidos) | Medalla de plata   | Individual         |